# بخش دیکسون (شهرستان پربل، اوهایو)
بخش دیکسون (به انگلیسی: Dixon Township) یک منطقهٔ مسکونی در ایالات متحده آمریکا است که در شهرستان پربل، اوهایو واقع شده‌است.
 بخش دیکسون ۹۲٫۵ کیلومتر مربع مساحت و ۵۵۷ نفر جمعیت دارد و ۳۴۶ متر بالاتر از سطح دریا واقع شده‌است.